# IC 1834
IC 1834 је спирална галаксија у сазвјежђу Кит која се налази на листи објеката дубоког неба у Индекс каталогу.
Деклинација објекта је + 3° 5' 2" а ректасцензија 2h 42m 48,0s. Привидна величина (магнитуда) објекта IC 1834 износи 14,2 а фотографска магнитуда 15,0. IC 1834 је још познат и под ознакама UGC 2189, MCG 0-7-85, CGCG 388-99, PGC 10267.